# Бехер, Иоганн Иоахим

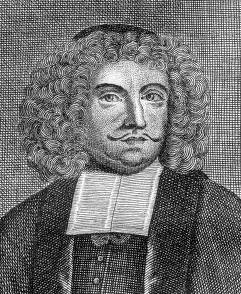
Иоганн Иоахим Бехер

Иоганн Иоахим Бехер (нем. Johann Joachim Becher; 6 мая 1635, Шпайер — октябрь 1682, Лондон) — немецкий химик и врач. Один из первых представителей камерализма в экономике.

## Биография
Родился в 1635 году в Шпайере. Занимался самообразованием, получил серьёзные познания в различных областях науки, стал врачом. В 1666 году был назначен профессором медицины в Майнце и одновременно получил должность лейб-медика майнцского курфюрста. Вскоре стал лейб-медиком баварского курфюрста, затем переселился в Вену и поступил на придворную службу. В 1678 году переехал в Голландию, затем в Англию.
Бехер имел склонность к фантастическим проектам, которые предлагал различным высокопоставленным лицам. В 1666 году он разработал проект строительства канала Рейн — Дунай для развития торговли с Нижними странами, а в 1678 году предложил организовать в грандиозном масштабе переработку песка в золото. Занимался горным делом и пытался внести усовершенствования в способы добычи горных руд.
В своих ранних сочинениях Бехер предстаёт как последователь алхимического учения о трёх началах, из которых состоят все тела. В дальнейшем в сочинении, написанном в мюнхенский период жизни и вышедшем в 1669 году под названием «Подземная физика» (Physica Subterranea), высказал мысль, что все минеральные тела (в частности, металлы) состоят из трёх «земель»: стеклующейся (terra lapidea); горючей, или жирной (terra pinguis); летучей, или ртутной (terra fluida s. mercurialis). Кроме того, в качестве начала он признавал воду. Он считал начала не отвлечёнными принципами, а вещественными элементами.
Горючесть тел, по мнению Бехера, обусловлена наличием в их составе второй, жирной, земли; при горении металлы её теряют и присоединяют «огненную материю». Металл, таким образом, является соединением металлической извести с горючей землёй; сера и фосфор содержат серную и фосфорную кислоту в соединении с горючей землёй. Процессы горения, следовательно, являются реакциями разложения, в которых тела теряют горючую землю, а не реакциями соединения. В начале XVIII века взгляды Бехера послужили Г. Э. Шталю основой для создания теории флогистона.